# Delphinium formosum
Delphinium formosum är en ranunkelväxtart som beskrevs av Pierre Edmond Boissier och Huet. Delphinium formosum ingår i släktet storriddarsporrar, och familjen ranunkelväxter. Inga underarter finns listade i Catalogue of Life.